# 根斯米爾巴赫河
48°38′41″N 12°32′40″E / 48.64472°N 12.54444°E
根斯米爾巴赫河是德國的河流，位於該國東南部，由巴伐利亞負責管轄，屬於倫根米爾巴赫河的左支流，河道全長17.3公里，流域面積13.7平方公里。